# Shrek: Extra Large
Shrek: Extra Large (рус. «Шрек: Большое дополнение») — приключенческая экшн-видеоигра, изданная в 2002 году компанией Digital Illusions CE. Игра создана на основе серии мультфильмов «Шрек» и является эксклюзивом для платформы Nintendo GameCube. Рейтинг ESRB — T — для подростков.
Игрок управляет Шреком и путешествует в целях поиска Фионы. Шрек посещает 10 мест, и, за исключением финального, в каждом организовывает мероприятия.
Является ремейком версии игры Shrek, вышедшей годом ранее, для платформы Xbox.

## Уровни
Всего в игре 10 уровней.
Каждый уровень игры содержит четыре различные миссии плюс две дополнительные, задача которых состоит в том, чтобы поймать пять фей и собрать пять золотых яиц:
- Болото Шрека: Место, где начинаются приключения: там мы можем обнаружить дом Шрека, уборную и тренировочную яму огра (площадка для прыжков, боевая арена и огненные ямы); там Волшебное зеркало обучает Шрека всем базовым действиям (прыжки, удары ногами, хватание, пердёж и отрыжка), включая другие сильные атаки как суперудар и флоп живота. В этой игре болото Шрека меньше, чем в мультфильмах.
- Зачарованный лес: Небольшой лес, который является домом для весёлых мужчин и сварливого тролля. Здесь мы можем найти убежище весёлых мужчин и их подземные хранилища, мост Тролля и имбирный хлебный дом. Весёлые мужчины украли корзину у Красной Шапочки, которую они хранят в своих подземных хранилищах — эта первая миссия за Шрека в игре.

## Оценка игры
| Сводный рейтинг    | Сводный рейтинг                                                                    |
| Агрегатор          | Оценка                                                                             |
| ------------------ | ---------------------------------------------------------------------------------- |
| GameRankings       | 33,89 %                                                                            |
| Metacritic         | 36/100                                                                             |
| Иноязычные издания |                                                                                    |
| Издание            | Оценка                                                                             |
| Edge               | 1,5 из 5 звёзд · 1,5 из 5 звёзд · 1,5 из 5 звёзд · 1,5 из 5 звёзд · 1,5 из 5 звёзд |
| Game Informer      | 3/10                                                                               |
| IGN                | 3/10                                                                               |
| Nintendo Power     | 2,1/5                                                                              |
| X-Play             | [ 6 ]                                                                              |

В целом, игра была оценена очень плохо и получила разгромные рецензии от критиков. Мэтт Касамассина из IGN дал игре оценку 3,0, назвав ее «безусловным победителем в извержении нечистот». Версия для Хbox считается более качественной, и, в своё время, получила более высокие, но тоже сдержанные оценки.